# RS-466
Pour les articles homonymes, voir Route 466.
La RS 466 est une route locale de la mésorégion métropolitaine de Porto Alegre, dans l'État du Rio Grande do Sul, reliant le Parc du Caracol, sur le territoire de la municipalité de Canela, à la RS-235, sur la même commune. Elle est longue de 7,220 km et se déroule au milieu d'un paysage naturel végétal typique de la région, la mata atlântica, ou se peuvent voir de nombreux araucarias.